# The Dirty Picture
The Dirty Picture è un film indiano del 2011 diretto da Milan Luthria.
Il film è ispirato alla vita di Silk Smitha (1960-1996), attrice indiana nota per i suoi ruoli erotici.

## Premi
- Apsara Film & Television Producers Guild Awards
  - 2012: "Best Actress in a Leading Role" (Vidya Balan), "Best Dialogue" (Rajat Arora)
- BIG Star Entertainment Awards
  - 2011: "Most Entertaining Film Actor – Female" (Vidya Balan), "Most Entertaining Film" (Ekta Kapoor)
- ETC Bollywood Business Awards
  - 2012: "Box Office Surprise of the Year"
- Filmfare Awards
  - 2012: "Best Actress" (Vidya Balan), "Best Costume Design" (Niharika Khan), "Best Scene of the Year Award"
- FICCI Frames Excellence Honours
  - 2012: "Best Actress in a Lead Role" (Vidya Balan)
- Global Indian Music Academy Awards
  - 2012: "Best Music Debut" (Kamal Khan), "Most Popular Song on Radio 93.5 FM" (Bappi Lahiri, Ooh La La)
- International Indian Film Academy Awards
  - 2012: "Best Actress" (Vidya Balan), "Best Playback Singer (Female)" (Shreya Ghoshal), "Best Makeup" (Vikram Gaikwad), "Best Dialogues" (Rajat Arora), "Best Costumes Design" (Niharika Khan)
- Lions Gold Awards
  - 2012: "Favourite Popular Director" (Milan Luthria), "Favourite Choreographer" (Pony Verma), "Favourite Playback Singer (Male)" (Bappi Lahiri)
- Mirchi Music Awards
  - 2012: "Male Vocalist of The Year" (Kamal Khan), "Female Vocalist of The Year" (Sunidhi Chauhan), "Best Upcoming Singer of the Year" (Kamal Khan), "Best Item Song of the Year" (Ooh La La)
- National Media Network Film And TV Awards
  - 2012: "Best Picture", "Best Actress" (Vidya Balan)
- National Film Awards
  - 2012: "Best Actress" (Vidya Balan), "Best Make-up Artist" (Vikram Gaikwad), "Best Costume Design" (Niharika Khan)
- People's Choice Awards India
  - 2012: "Favourite Male Singer" (Kamal Khan), "Favourite Lyricist" (Rajat Arora)
- Screen Awards
  - 2012: "Best Film", "Best Director" (Milan Luthria), "Best Actress" (Vidya Balan), "Best Female Playback" (Shreya Ghoshal), "Best Dialogue" (Rajat Arora), "Best Costumes Design" (Niharika Khan)
- Stardust Awards
  - 2012: "Film of the Year", "Best Actress in a Drama" (Vidya Balan), "Star of the Year – Female" (Vidya Balan)
- Zee Cine Awards
  - 2012: "Best Film (Jury)", "Best Actor – Female" (Vidya Balan), "Best Actor (Jury) – Female" (Vidya Balan), "Best Song" (Ishq Sufiyana), "Best Choreography" (Pony Verma)